# Megachile mobilis
Megachile mobilis är en biart som beskrevs av Mitchell 1930. Megachile mobilis ingår i släktet tapetserarbin, och familjen buksamlarbin. Inga underarter finns listade i Catalogue of Life.